# Chevigney-lès-Vercel
Chevigney-lès-Vercel est une commune française située dans le département du Doubs, la région culturelle et historique de Franche-Comté et la région administrative Bourgogne-Franche-Comté.

## Géographie
Chevigney-lès-Vercel se situe près de Valdahon, connue pour son camp militaire.

### Climat
Pour des articles plus généraux, voir Climat de la Bourgogne-Franche-Comté et Climat du Doubs.
En 2010, le climat de la commune est de type climat de montagne, selon une étude du Centre national de la recherche scientifique s'appuyant sur une série de données couvrant la période 1971-2000. En 2020, Météo-France publie une typologie des climats de la France métropolitaine dans laquelle la commune est dans une zone de transition entre le climat semi-continental et le climat de montagne et est dans la région climatique  Jura, caractérisée par une forte pluviométrie en toutes saisons (1 000 à 1 500 mm/an), des hivers rigoureux et un ensoleillement médiocre. 
Pour la période 1971-2000, la température annuelle moyenne est de 8,4 °C, avec une amplitude thermique annuelle de 16,6 °C. Le cumul annuel moyen de précipitations est de 1 363 mm, avec 13,1 jours de précipitations en janvier et 10,7 jours en juillet. Pour la période 1991-2020, la température moyenne annuelle observée sur la station météorologique de Météo-France la plus proche, « Adam-lès-Vercel », sur la commune d'Adam-lès-Vercel à 2 km à vol d'oiseau, est de 9,8 °C et le cumul annuel moyen de précipitations est de 1 510,7 mm. 
La température maximale relevée sur cette station est de 38,4 °C, atteinte le 24 juillet 2019 ; la température minimale est de −22,9 °C, atteinte le 2 mars 2005,,. 
Les paramètres climatiques de la commune ont été estimés pour le milieu du siècle (2041-2070) selon différents scénarios d'émission de gaz à effet de serre à partir des nouvelles projections climatiques de référence DRIAS-2020. Ils sont consultables sur un site dédié publié par Météo-France en novembre 2022.

## Urbanisme

### Typologie
Au 1er janvier 2024, Chevigney-lès-Vercel est catégorisée commune rurale à habitat dispersé, selon la nouvelle grille communale de densité à 7 niveaux définie par l'Insee en 2022.
Elle est située hors unité urbaine. Par ailleurs la commune fait partie de l'aire d'attraction de Valdahon, dont elle est une commune de la couronne,. Cette aire, qui regroupe 22 communes, est catégorisée dans les aires de moins de 50 000 habitants,.

### Occupation des sols
L'occupation des sols de la commune, telle qu'elle ressort de la base de données européenne d’occupation biophysique des sols Corine Land Cover (CLC), est marquée par l'importance des territoires agricoles (54,1 % en 2018), une proportion identique à celle de 1990 (54,1 %). La répartition détaillée en 2018 est la suivante : 
zones agricoles hétérogènes (53,7 %), forêts (30,4 %), milieux à végétation arbustive et/ou herbacée (15,5 %), terres arables (0,2 %), prairies (0,2 %). L'évolution de l’occupation des sols de la commune et de ses infrastructures peut être observée sur les différentes représentations cartographiques du territoire : la carte de Cassini (XVIIIe siècle), la carte d'état-major (1820-1866) et les cartes ou photos aériennes de l'IGN pour la période actuelle (1950 à aujourd'hui).

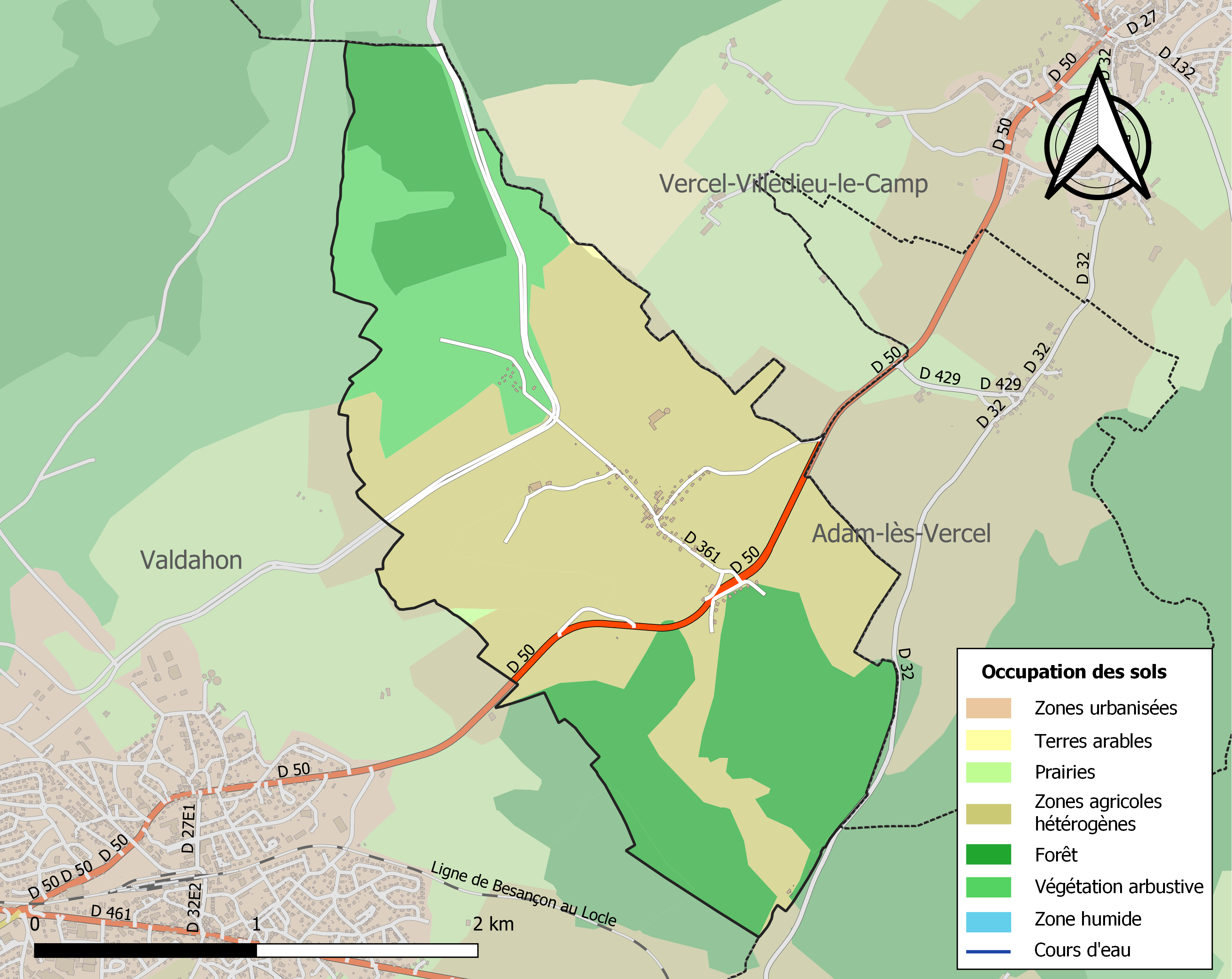
Carte des infrastructures et de l'occupation des sols de la commune en 2018 (CLC).

## Toponymie
Chavigney en 1275 ; Chevigney en 1284 ; Cheveigney en 1310 ; Chevigny en 1482 ; Chevigney en 1576 ; Chevigney-lès-Vecel au XVIIIe siècle, pour le différencier de Chevigney-sur-l'Ognon.

## Héraldique
| Blason de Chevigney-lès-Vercel | Blason  | Écartelé : aux 1er et 4e d'argent à la fasce de gueules chargée de trois roses d'or, au 2e d'azur au losange d'or, au 3e d'azur à trois bandes d'or. |
| Blason de Chevigney-lès-Vercel | Détails | Le statut officiel du blason reste à déterminer. |

## Politique et administration
| Période                                  | Période  | Identité             | Étiquette | Qualité |
| ---------------------------------------- | -------- | -------------------- | --------- | ------- |
| avant 1981                               | ?        | Jean-Marie Rième     |           |         |
| mars 2001                                | mai 2020 | Sylvie Morel Galmard | DVD       |         |
| mai 2020                                 | En cours | Marine Punkow        |           |         |
| Les données manquantes sont à compléter. |          |                      |           |         |

## Démographie
L'évolution du nombre d'habitants est connue à travers les recensements de la population effectués dans la commune depuis 1793. Pour les communes de moins de 10 000 habitants, une enquête de recensement portant sur toute la population est réalisée tous les cinq ans, les populations de référence des années intermédiaires étant quant à elles estimées par interpolation ou extrapolation. Pour la commune, le premier recensement exhaustif entrant dans le cadre du nouveau dispositif a été réalisé en 2006.

En 2022, la commune comptait 140 habitants, en évolution de +10,24 % par rapport à 2016 (Doubs : +1,88 %, France hors Mayotte : +2,11 %).
| 1793 | 1800 | 1806 | 1821 | 1831 | 1836 | 1841 | 1846 | 1851 |
| ---- | ---- | ---- | ---- | ---- | ---- | ---- | ---- | ---- |
| 118  | 140  | 135  | 114  | 124  | 128  | 138  | 136  | 158  |

| 1856 | 1861 | 1866 | 1872 | 1876 | 1881 | 1886 | 1891 | 1896 |
| ---- | ---- | ---- | ---- | ---- | ---- | ---- | ---- | ---- |
| 146  | 159  | 154  | 146  | 121  | 138  | 135  | 143  | 124  |

| 1901 | 1906 | 1911 | 1921 | 1926 | 1931 | 1936 | 1946 | 1954 |
| ---- | ---- | ---- | ---- | ---- | ---- | ---- | ---- | ---- |
| 102  | 122  | 111  | 65   | 73   | 65   | 69   | 63   | 70   |

| 1962 | 1968 | 1975 | 1982 | 1990 | 1999 | 2006 | 2011 | 2016 |
| ---- | ---- | ---- | ---- | ---- | ---- | ---- | ---- | ---- |
| 62   | 52   | 56   | 82   | 88   | 109  | 128  | 122  | 127  |

| 2021 | 2022 | - | - | - | - | - | - | - |
| ---- | ---- | - | - | - | - | - | - | - |
| 138  | 140  | - | - | - | - | - | - | - |

## Lieux et monuments
- L'église Saints-Pierre-et-Paul avec son clocher comtois fut construite de 1741 à 1749. Elle recèle plusieurs éléments recensés dans la base Palissy : 3 tableaux (Vierge d'Ensielden, Martyre d'une sainte et Le Couronnement de la Vierge), 2 autels-reliquaires et un lutrin.
- L'ancienne fontaine-lavoir reconvertie en lieu de pique-nique.

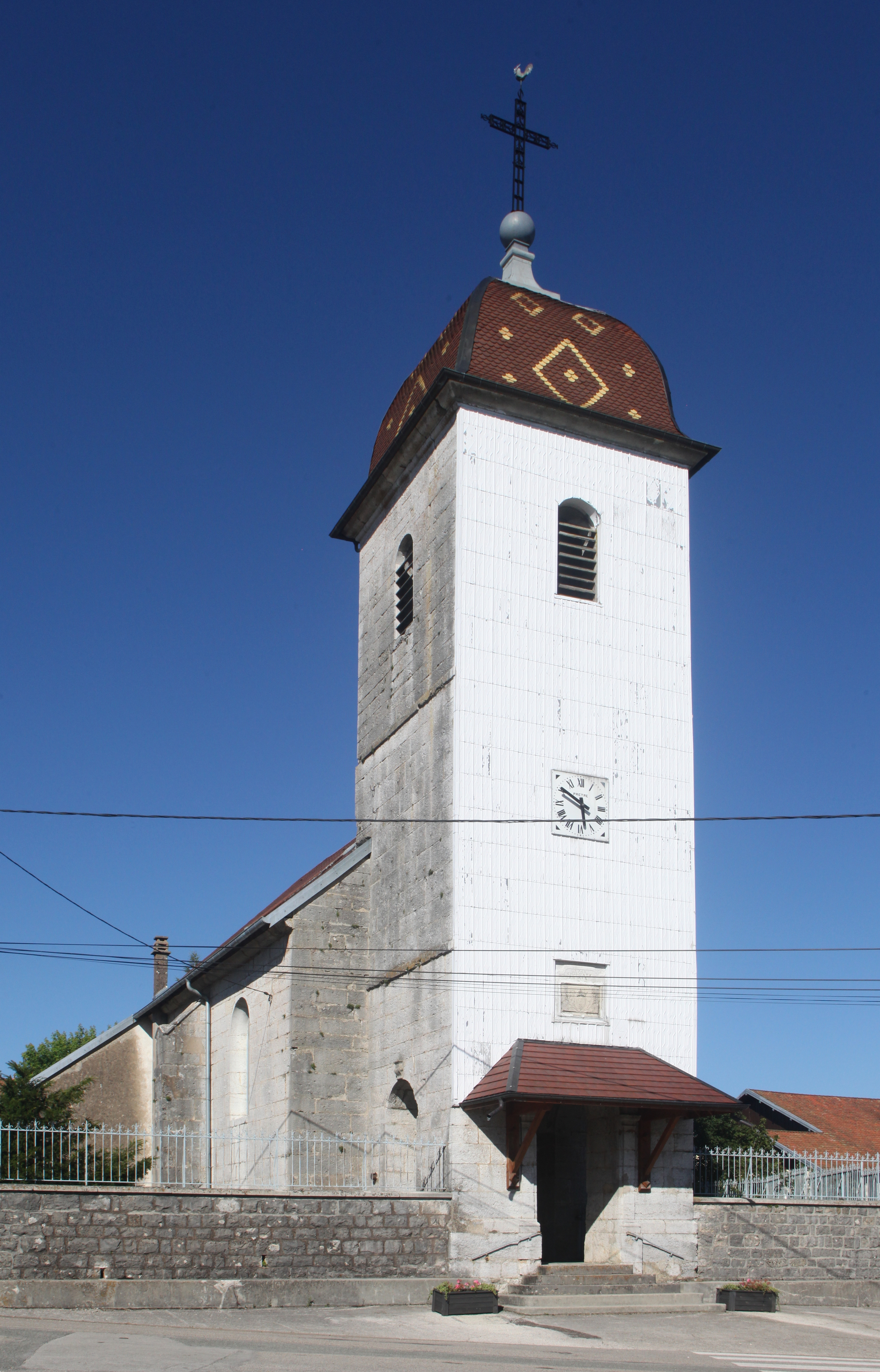
Église.
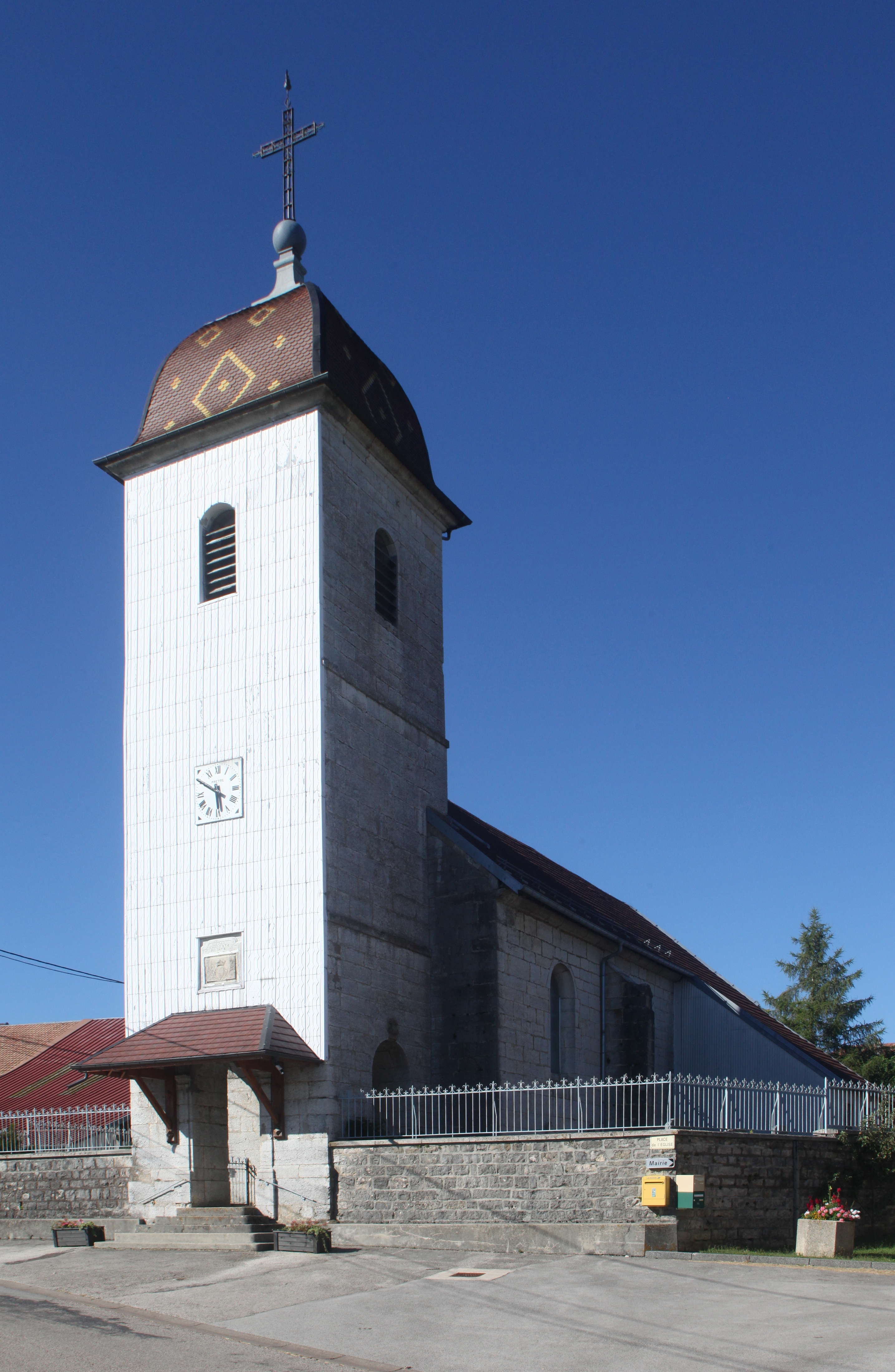
Église.
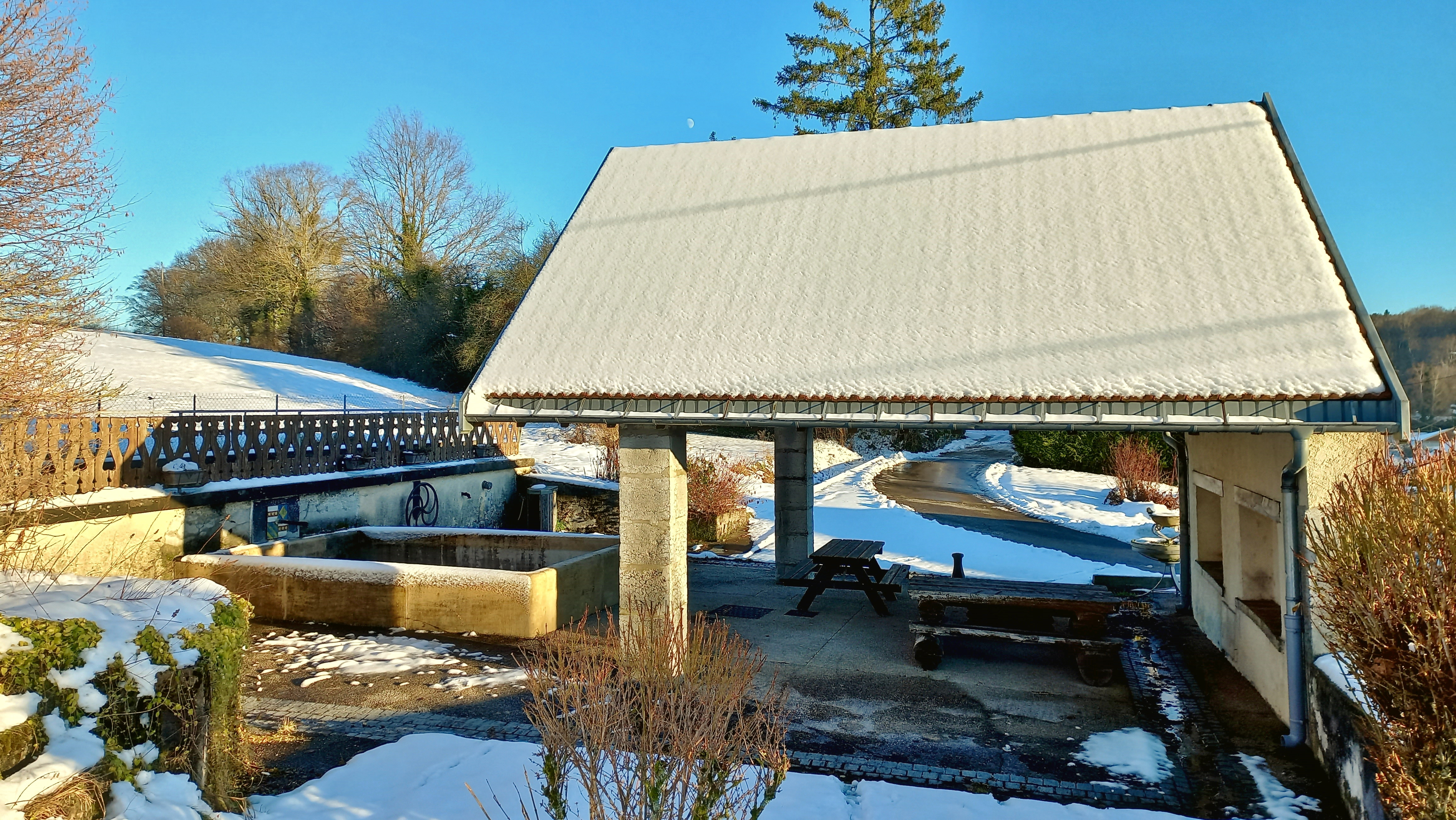
L'ancienne fontaine.
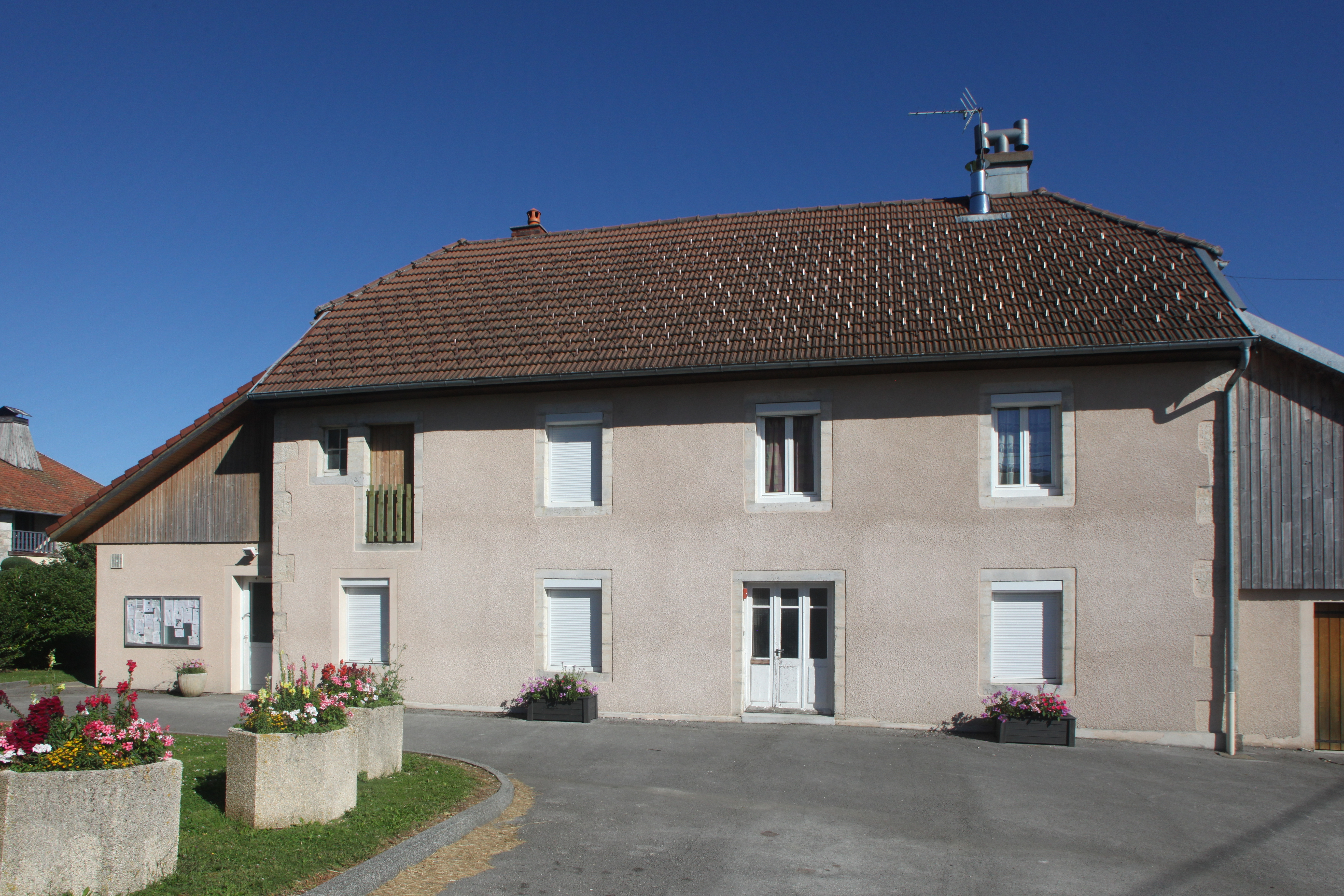
Mairie.

## Activités
- Écuries de Chevigney. On y pratique des disciplines variées telles que le saut d'obstacles, le dressage mais aussi   la promenade ou des stages.
- Hôtel-restaurant : La Promenade.
- Gîte et chambres d'hôtes : La Fontaine aux oiseaux.